# 西武5000系電車
西武5000系電車（せいぶ5000けいでんしゃ）は、かつて西武鉄道に在籍した特急形車両。“レッドアロー” (Red Arrow) の愛称を有する。
本項では個別の編成について、「飯能方先頭車の車両番号+編成」（例：5501編成）の表記とする。

## 概要
西武秩父線の開業と同時に運行を開始する特急専用車両として開発され、1969年（昭和44年）10月14日に運用を開始した。1978年（昭和53年）までに6両編成6本36両が製造された。
西武鉄道の車両はこれまで「X01系」といった形式・系列（付随車は「1X01系」）を名乗っていたが、本系列ではこの法則から大きく外れて電動車・付随車ともに5000番台かつ末尾0で付番された。本系列の設計・製造（初期車のみ）は、日立製作所によって行われた。同所は国鉄特急形車両の新製を数多く手掛けているほか、西武とは主要機器の納入等で関係が深かった。車両設計・製造の外部発注は、傘下の西武所沢車両工場設立以降は全車両を同工場で製造していた西武として異例であり、現・西武鉄道発足後の新製旅客車両としては初である。
1970年度の鉄道友の会ブルーリボン賞を受賞した。

## 車両概説
本項では、落成当初の仕様について述べる。

### 車体
軽量形鋼を多用した20m級全鋼製車体で、居住性向上を目して車体幅を従来車よりも約100 mm拡幅した2,904.6 mmとし、車体裾部に傾斜が設けられたいわゆる裾絞り構造とされたことが特徴である。車体高も低く取られ、屋根高さで3,533 mmとなっており、同時期製造の101系と比較して130 mmの差がある。
前面形状は大きく傾斜を設けた流線型形状で、運転席は床面を300 mmかさ上げした高運転台構造である。前面窓は車体中心部で細いピラーによって2分割され、さらに車体隅柱部直前にも分割を設けた4枚窓構成としており、車体中央寄りの2枚の窓は平板形状の合わせ強化ガラス、車体隅柱部の2枚の窓は曲面ガラスとなっている。前面窓下にはエッチング加工を施したステンレス製の飾り板が設けられ、中央部には立体型の西武鉄道社章が取り付けられてアクセントとなっている。また、前面下部にはスカートが装備された。
前照灯はシールドビーム式で、西武標準の独自形状ではなく汎用品が使用されている。前面左右腰部に設けられたライトケース内に2灯が配され、同形状でやや小ぶりな後部標識灯とあわせて3灯が並ぶ。上部左右には通過表示灯が設置されており、こちらもレンズが西武では類を見ない形状となっている。また、腰部の中央には愛称板が設置される。
側面窓はシートピッチに合わせた1,515 mmの広幅固定窓とされ、冷暖房効果向上ならびに防曇効果を目して窒素ガス封入式の二重窓構造であり、ガラスそのものも熱線吸収ガラスが採用されている。
客用扉は片側2箇所設けられ、デッキを設けるために車体端に寄せられた。室内からの展望を考慮して戸袋窓を廃せる折扉を採用し、扉は700 mm幅、窓はHゴム支持となる。
車体塗装はクリームを基調に赤帯を前面下部から側面幕板部ならびに腰板部にかけて回したツートンカラーとし、前面ステンレス板下部から幕板部にかけての斜めのラインがアクセントとなり、スピード感を強調している。本系列の愛称である「レッドアロー」はこの車体塗装から命名されたものである。

### 内装
車内両端にはデッキが設けられ、デッキ部の仕切り扉は自動開閉構造で、床部に設置された感圧式マットスイッチを踏むことによって動作する。扉そのものは2枚の茶色系透明アクリル板の間に花柄のレースを封入したものとされ、開放感を演出している。
座席は回転式クロスシートで、当初はリクライニング機構は省略されていた。シートピッチは930 mmで、当時の国鉄特急形車両普通車と比較して20 mm広く取られている。
シートモケットの色が号車ごとに異なっており、1号車から順に、若草・エンジ・金茶・青となっていた。床部は全車ともグレーのリノリウムが採用され、座席部と通路部で明度が異なるツートンカラーとした。
客室照明は半間接式で、天井部中央に設置された600 mm幅のアクリル製カバー内に40 W蛍光灯を枕木方向に3本並べた構造の照明装置が採用された。冷風吹き出し口は天井部左右にスポット式のものが設置されている。
トイレは飯能方先頭車に設置され、黄害防止の観点から落成当初より循環式汚物処理装置を搭載する。また、トイレの向かい側は車内販売準備室となっており、同部分の側窓のみ開閉可能な2段窓となっている。後に池袋方先頭車にも設置された。

### 主要機器
主要機器については保守合理化の観点から、当時の最新型車両であり、かつ西武秩父線の山岳区間走行を考慮した設計とされた101系と共通とされ、両系列は全く同一の性能を有する。両系列の併結運転も可能であったが、営業運転においては実現することはなかった。
主制御器は2両分8基の主電動機を制御する1C8M仕様で、日立製作所製電動カム軸式MMC HTB-20Eを奇数電動車に搭載する。力行ステップは31段（弱め界磁起動1段・直列12段・並列13段・弱め界磁5段・発電制動25段）で、バーニアノッチ等特殊な装備を持たない抵抗制御車としては比較的多い力行ステップ数を有する。また同主制御器は停止用発電制動のほか、勾配区間走行対策として抑速発電制動機構を有する。
補助電源装置は日立製作所製のHG-584-Ir電動動発電機 (MG) で、冷房装置搭載のために大容量の110kVA出力となり、モハ偶数車に搭載する。
電動空気圧縮機 (CP) はAK-3を2基、こちらもモハ偶数車に搭載する。
台車は住友金属工業製のペデスタル式空気ばね台車のFS372（電動台車）・FS072（付随台車）を装備する。同台車は101系より採用されたダイレクトマウント式空気ばね台車であり、その後の採用例は本系列に留まらず、1990年代にかけて20年以上もの間、西武における標準台車として採用され続けた。駆動方式は中空軸平行カルダンで、歯車比は101系同様86:15 (5.73) である。
主電動機は一時間定格出力150kWの直巻整流子電動機を搭載する。メーカー、形式は日立製作所製のHS-836-Nrbまたは東洋電機製造製TDK-8010-Aとなる。同主電動機は本系列が新製された1969年当時、1,067 mm軌間用のカルダン駆動主電動機としては最大出力を有し、最弱界磁率を35%と大きく取ることにより勾配区間走行から高速走行まで対応可能な設計とされた。
制動装置は発電制動併用電磁直通ブレーキ (HSC-D) で、前述の通り抑速発電制動機構を有する。なお、停止用発電制動はブレーキ弁操作によって、抑速発電制動は主幹制御器（マスコン）を力行時とは逆回しに操作することによって、それぞれ動作させる仕組みとなっている。
冷房装置は日立製作所製の集中式冷房装置FTUR-375-203A（28,000 kcal/h）を1両当たり1基搭載した。
パンタグラフは従来車同様に工進精工所製KP62Aを採用し、モハ奇数車に2基搭載した。
その他、先頭部の密着連結器には電気連結器が装備され、前述の通り本系列同士、もしくは101系との併結運転を想定した設計となっている。また、本系列の連結器胴受は復元ばね部を胴受横梁の下部に設置した特殊な形状のものが採用された。

## 導入後の変遷

### 仕様変更
2次車（5509編成・モハ5051 - モハ5058/1974年製造）
- 6両編成となった[7]。
  - 編成構成としては、従来の3 - 4号車間に5050番台の電動車ユニット（M3・M4）が組み込まれる形。同車の仕様は5000番台の電動車ユニットとほぼ変わらない。
  - またこれにより池袋方先頭車にもトイレ[7]・車内販売準備室が設置された。飯能方先頭車と線対称の配置・構造となっている。
- 座席が回転式簡易リクライニングシートに変更され[7]、シートモケットはオレンジ色で統一された[7]。
- 列車無線アンテナを当初より搭載した。

3次車（5511編成/1978年製造）
- 前面愛称表示を電照式へ変更[7]、窓下に手すりを設置。
- 屋根上に箱型通風器を設置[7]。新101系以降の通勤型各車で使用されている西武独自の吸出し式ではなく、一般的な押込み式となっている[7]。
- 冷房装置を改良型へ変更[7]。出力は変わらないが、外観に若干の変化がある[7]。
- 屋根上の冷房装置脇のランボードを当初から装備する[7]。なお他編成で後に設置されたものとは形状が異なり、FRP製ではないが水抜きがあるという独特なものであった[7]。
- 車内座席は離席時に背もたれが戻らないものへ改良[7]され、モケット色もエンジ色に変更された。

### 改造工事

#### 増備車との仕様統一・6両化
2次車との統一
- 2次車が製造された1974年[7]、1次車 (後述の5505編成を含む) を対象に以下の改造が実施された。
  - 座席の交換（簡易リクライニングシートへ[7]）
  - 池袋方先頭車にトイレ[7]・車内販売準備室を設置
  - 列車無線の準備工事

6両化
- 5501・5503・5507編成では1974年に実施されたが、多客時の10両運転を考慮して5505編成のみは4両編成のまま存置された。
- 5505編成は1976年2月に6両編成化が実施され[注 6]、本系列は6両編成で統一された。

3次車との統一
- 3次車が増備された1978年以降[7]、1・2次車を対象に以下の改造が実施された。
  - 前面の愛称板を電照式へ変更[7]、手すり設置
  - 車内座席モケットをエンジ色のものへ変更[注 7]

#### 1980年代前半の改造
- 1980年代前半には以下のような改造が実施されている。
  - 冷房装置の改装[7]（3次車除く/FTUR-375-203Cへ）
  - 屋根上冷房装置脇へのランボード設置（3次車除く）
  - 電気連結器撤去[7]・あわせてスカートの切欠き縮小
  - ブレーキ制御装置変更（カバーのあるものへ）

#### 特別修繕
1987年度（昭和62年度）から翌1988年度にかけて、全編成を対象に車内外の更新修繕が施工された。
- 車内内装パネル[9]・床材・荷棚・カーテンの交換[7]
- 車内座席のフリーストップ式リクライニングシート化[9]
  - モケットは青とブルーグレーのツートンカラーとなる[9]。なお末期には青一色のものへ交換された。
- 1号車デッキへの公衆電話（カード式）[9]・自動販売機（清涼飲料水）設置
- デッキの車内スピーカー増設
- トイレ設備[7]の全面交換・非常通話装置の設置[9]

- 屋根上への換気扇（デッキ部）・押込型通風器[7]の設置
- 前面フロントガラスの強化・ワイパーの2連化[7]
- 前照灯滅光スイッチの足踏み式化
- 戸閉車側灯の縦長・LED化[7]

#### その他の変更など
- 後述のお召し運用の際に、5007号車の窓ガラスを特殊強化ガラスへ、座席を赤色のものへそれぞれ交換している。廃車までそのまま使用された[3]。

### 禁煙車の設定
1984年（昭和59年）3月のダイヤ改正を機に1号車を禁煙車に設定、1988年（昭和63年）からは6号車も禁煙車に設定された。これにより編成内6両中2両が禁煙車となっている。

## 運用の変遷
全編成とも小手指検車区に配備された。

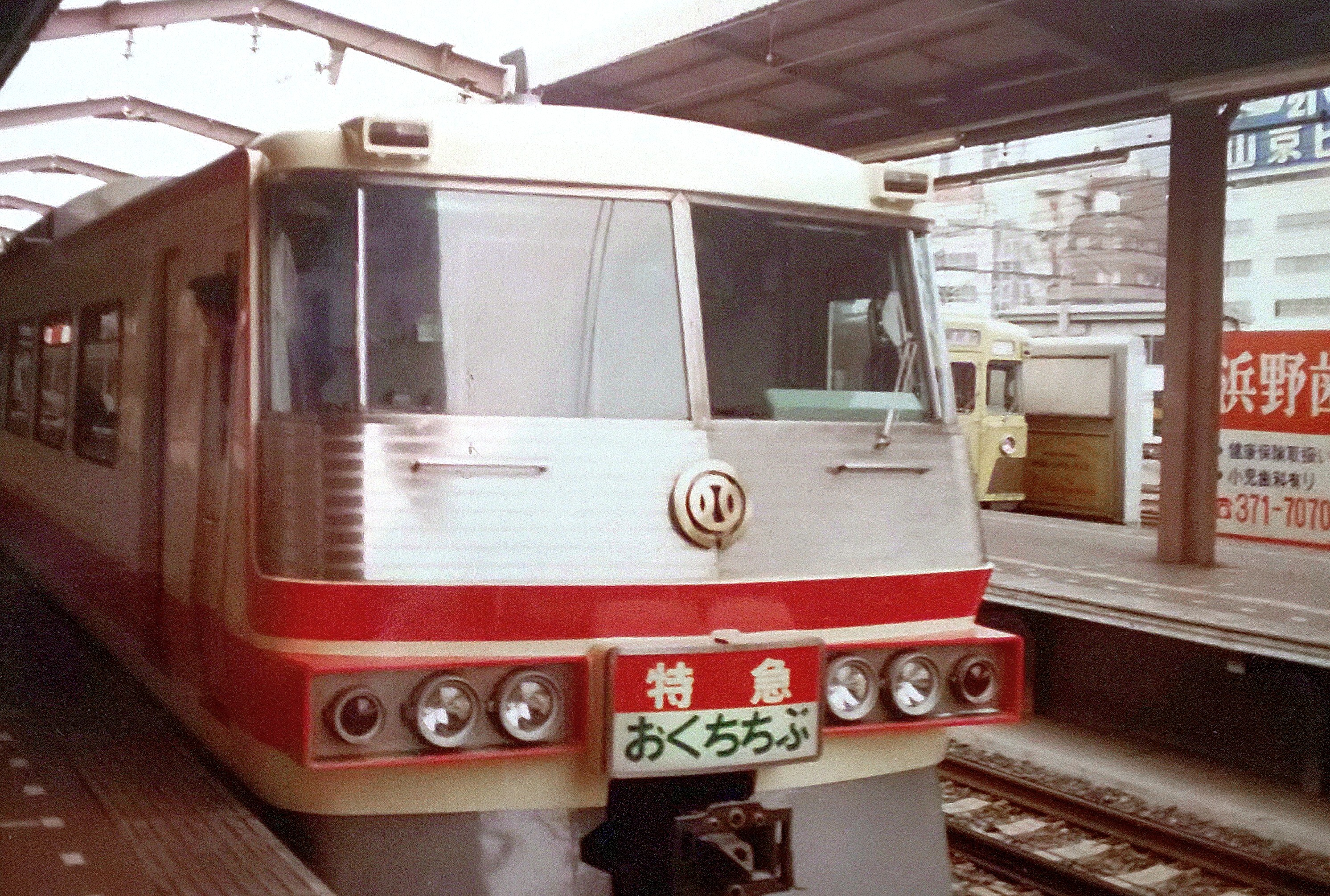
特急「おくちちぶ」（1982年10月24日　西武新宿駅）

当初は4両編成で、多客時には2編成を併結した8両編成で運用された。後年には6両編成への増結が実施され、過渡期には6+4の10両編成での運転も行われた。1976年には西武新宿 - 西武秩父間の「おくちちぶ」、西武新宿 - 所沢間の「むさし」が新設され、新宿線系統での運用が開始された。さらに1986年には新宿線の下り「むさし」が本川越まで延長されている。
定期運用・臨時列車の詳細については「レッドアロー」もしくは「ちちぶ (列車)」を参照。
1993年（平成5年）5月12日に池袋 - 西武秩父間で運行されたお召し列車に5507編成が充当された。運行に際しては編成の方向転換を実施したほか、御乗車になられる5007号車の車内座席を赤色モケットの特別仕様のシートへ交換し、側窓も特殊強化ガラスへ交換されている。
1992年（平成4年）には10000系の導入が発表され、翌1993年12月のダイヤ改正では同系列のデビューにあわせ新宿線に「小江戸」が新設。これにより新宿線の「おくちちぶ」は池袋発着へ変更、「むさし」は廃止となり、本系列は新宿線系統の定期運用より撤退した。
1994年（平成6年）以降は、本系列の代替目的で10000系が池袋線系統にも配属された。同年10月17日に5509・5511編成が廃車されたのを皮切りに、本系列の淘汰が開始され、1995年（平成7年）10月31日をもって本系列の定期運用が終了した。最終日の154運用の途中からは、後述のさよなら運転に使用したHMを掲出し運転された。
また、これに前後し多数の臨時列車が運転されている。
- 10月14・15日に横瀬車両基地の一般公開にあわせ、「さよなら5000系」の特製HMを掲出したさよならイベント列車が池袋〜横瀬間で運転、横瀬車両基地での撮影会も行われた。
- 11月7日には運転協会会員向けの団臨が5503編成により池袋 - 西武秩父間で運転された[10]。
- 11月23日には西武線の駅主催の団臨が5503編成により西武新宿 - 西武秩父間で運転[10]、「小さな旅」のHM[注 8]を掲出していた[10]。
- 12月3日には秩父夜祭向けの臨時特急「ちちぶ」に5503編成が充当、これが最後の営業運転となった[10]。

その後、同1995年12月13日には5503編成が小手指から所沢へ回送され最後の自走となり、同日付で除籍されたことをもって、本系列は形式消滅した。
廃車後、車体は大半が解体処分とされたが、10000系10106編成 - 10111編成の新製に際し、多くの機器が再利用されている。

## 譲渡・保存車両

### 富山地方鉄道16010形
1995年（平成7年）3月に5501編成のクハ5501・モハ5052・クハ5502が、同年11月には5507編成のクハ5507・モハ5058・クハ5508が富山地方鉄道へそれぞれ譲渡された。前述のように本系列の台車ならびに主要機器は10000系へ流用されるため、車体と一部の機器のみを譲渡する形となった。

譲渡後は同社稲荷町車両基地（現・稲荷町テクニカルセンター）において各種改造が施工され、主要機器については他社より調達した廃車発生品などを装備する。

### 保存車両
最後に廃車となった5503編成の両先頭車、クハ5503・5504が横瀬車両基地において静態保存されている。通常は非公開だが、同車両基地の一般公開時に展示が行われる。
クハ5503は1車両そのまま、クハ5504は乗務員扉より後部を切断したカットボディ状態で保存されている。いずれも廃車時の仕様のまま保存されたが、クハ5503については貫通路が封鎖されているほか、1999年（平成11年）に前面の愛称表示板・電気連結器部分の復元、手摺の撤去など、新製当初の外観に近付ける改造が実施された。
クハ5503の所沢から横瀬への移送は、1995年12月22日に101系の牽引回送により行われた。牽引車は飯能までは191編成、飯能からは243編成が充当されている。
また、クハ5504は西武秩父駅での特別展示が実施されている。
- 西武秩父線開通40周年記念イベントの一環として、2009年（平成21年）に西武秩父駅コンコース「西武秩父仲見世通り」において展示。

- 西武秩父線開通50周年・プラレール60周年特別企画の一環として、2019年（令和1年）7月14日から11月中旬[注 9]まで、西武秩父駅終端付近で展示[12][13]。

2023年は埼玉西武ライオンズで「西武特急シリーズ」が開催されるのに伴い、西武球場前駅に展示される。

## 編成・車歴表

### 編成表
4両編成（製造時）
|               | ← 飯能池袋・西武秩父 → |                    |                    |                    |
| 号車          | 1                      | 2                  | 3                  | 4                  |
| 形式          | クハ5500 (Tc1)         | ◇ ◇ モハ5000 (M1)  | モハ5000 (M2)      | クハ5500 (Tc2)     |
| 搭載機器,設備 | トイレ                 | CONT               | MG,CP              |                    |
| 自重          | 32.0 t                 | 43.0 t             | 43.0 t             | 32.0 t             |
| 定員          | 56                     | 72                 | 72                 | 64                 |
| 車両番号      | 5501 （奇数） 5507     | 5001 （奇数） 5007 | 5002 （偶数） 5008 | 5502 （偶数） 5508 |

6両編成
|               | ← 飯能・西武球場前池袋・西武秩父 → ← 西武新宿本川越 → |                    |                    |                    |                    |                    |
| 号車          | 1                                                     | 2                  | 3                  | 4                  | 5                  | 6                  |
| 形式          | クハ5500 (Tc1)                                        | ◇ ◇ モハ5000 (M1)  | モハ5000 (M2)      | ◇ ◇ モハ5000 (M3)  | モハ5000 (M4)      | クハ5500 (Tc2)     |
| 搭載機器,設備 | トイレ                                                | CONT               | MG,CP              | CONT               | MG,CP              | トイレ             |
| 自重          | 32.0 t                                                | 43.0 t             | 43.0 t             | 43.0 t             | 43.0 t             | 32.0 t             |
| 定員          | 56                                                    | 72                 | 72                 | 72                 | 72                 | 56                 |
| 車両番号      | 5501 （奇数） 5511                                    | 5001 （奇数） 5011 | 5002 （偶数） 5012 | 5051 （奇数） 5061 | 5052 （偶数） 5062 | 5502 （偶数） 5512 |

凡例
- CONT：主制御器
- MG：補助電源装置（電動発電機）
- CP：電動空気圧縮機
- ◇：集電装置（パンタグラフ）

### 車歴
| 編成     | 製造日     | 製造所     | 増結車 製造日 | 増結車 製造所 | 6両化 年月    | 廃車日     | 備考                                       |
| 5501編成 | 1969.09.25 | 日立製作所 | 1974.03.14    | 西武所沢      | 1974.03       | 1995.03.22 | 1995年7月 編成中3両を富山地方鉄道へ譲渡    |
| 5503編成 | 1969.09.25 | 日立製作所 | 1974.04.15    | 西武所沢      | 1974.04       | 1995.12.13 | 両先頭車を静態保存（クハ5504は先頭部のみ） |
| 5505編成 | 1969.12.02 | 日立製作所 | 1974.04.30    | 西武所沢      | 1976.02       | 1995.11.26 |                                            |
| 5507編成 | 1970.03.20 | 西武所沢   | 1974.05.31    | 西武所沢      | 1974.09       | 1995.11.07 | 1996年4月 編成中3両を富山地方鉄道へ譲渡    |
| 5509編成 | 1974.02.14 | 西武所沢   | 6両編成で製造 | 6両編成で製造 | 6両編成で製造 | 1994.10.17 |                                            |
| 5511編成 | 1978.02.15 | 西武所沢   | 6両編成で製造 | 6両編成で製造 | 6両編成で製造 | 1994.10.17 |                                            |